# Neferkaseker
Neferkaseker (fl. XXVIII secolo a.C.) è stato un faraone appartenente alla II dinastia egizia.

## Biografia
Questo nome compare solamente nella lista reale di Saqqara (al nº9) e nel Canone reale (al nº3.1), che gli attribuisce 8 anni di regno.
L'unico riscontro archeologico, un sigillo a cilindro recante in nome del sovrano, potrebbe non essere contemporaneo.
A detta di alcuni studiosi potrebbe aver regnato solamente sull'Alto Egitto durante la fase finale della dinastia.
In base più che altro a congetture sulla sequenza degli elenchi alcuni mettono in relazione il nome Neferkaseker con il Sesochris citato da Manetone.

## Liste Reali
| O34 · V31 · D21 | F35 | D28 |

| O34 · V31 · D21 | F35 | D28 |

| O34 · V31 · D21 | F35 | D28 |

| O34 · V31 · D21 | F35 | D28 |

| O34 · V31 · D21 | F35 | D28 |

| O34 · V31 · D21 | F35 | D28 |

| O34 · V31 · D21 | F35 | D28 |

| O34 · V31 · D21 | F35 | D28 |

| D28 | F35 | Z1 | O34 · V31 · D21 |

| D28 | F35 | Z1 | O34 · V31 · D21 |

| D28 | F35 | Z1 | O34 · V31 · D21 |

| D28 | F35 | Z1 | O34 · V31 · D21 |

| G7 |

| G7 |

| D28 | F35 | Z1 | O34 · V31 · D21 |

| D28 | F35 | Z1 | O34 · V31 · D21 |

| D28 | F35 | Z1 | O34 · V31 · D21 |

| D28 | F35 | Z1 | O34 · V31 · D21 |

| G7 |

| G7 |

## Altre datazioni
| Autore        | Anni di regno         |
| ------------- | --------------------- |
| von Beckerath | 2719 a.C. - 2711 a.C. |
| Malek         | 2682 a.C. - 2674 a.C. |